# امگا بزغاله
امگا بزغاله یک ستاره است که در صورت فلکی بزغاله قرار دارد.